# Säter
Säter je grad u središnjoj Švedskoj u županiji Dalarna.

## Stanovništvo
Prema podacima o broju stanovnika iz 2005. godine u gradu živi 4.438 stanovnika.

## Vanjske poveznice
- Službena stranica grada

### Ostali projekti
|  | Zajednički poslužitelj ima još gradiva o temi Säter |